# Ян Вечорек
Ян Валѐнти Вечо̀рек (на полски: Jan Walenty Wieczorek) е полски римокатолически духовник, специалист по канонично право, викарен епископ на Ополската епархия и титулярен епископ на Тимида Регия (1981 – 1992), епископ на Гливишката епархия (1992 – 2011), от 2011 година е почетен епископ (на латински: episcopus emeritus) на епархията.

## Живот
Ян Вечорек е роден на 8 февруари 1935 година в село Бодзановице, близо до Олесно. Получава начално образование в родното си село, след което завършва гимназия в Гливице, както и Гливишката средна семинария (1953). Впоследствие се дипломира във Висшата духовната семинария в Ниса.
На 22 юни 1958 година е ръкоположен за свещеник от епископ Франчишек Йоп, апостолически администратор в Ополе. Завършва Факултета по канонично право на Люблинския католически университет. Работи като преподавател в Ниската семинария и дълги години е енорийски свещеник на енорията „Света Троица“ в село Богачица. Също така е секретар на ополския викарен епископ Хенрик Гжонджел.
На 12 юни 1981 година папа Йоан Павел II го номинира за викарен епископ на Ополската епархия и титулярен епископ на Тимида Регия. Приема епископско посвещение (хиротония) на 16 август в Гура Швентей Анни от ръката на ополския епископ Алфонс Носол, в съслужие с ченстоховския епископ Стефан Барела, и Юзеф Курпас, титулярен епископ на Ориса. На 25 март 1992 година папата го номинира за първи епископ на новосъздадената Гливишка епархия. През 2011 година е пенсиониран.